# Tigon
Tigon (denumiri alternative: tion, tigron sau tiglon) se numește un animal hibrid, rezultat din împerecherea între un mascul tigru și o femelă de leu. Denumirea este un cuvânt telescopat din limba engleză, rezultat din cuvintele tigru, plus lion, care înseamnă „leu” în limba engleză.
La masculi, coama se dezvoltă târziu și este mai scurtă decât la lei. De obicei, un tigon e mai mic și mai puțin robust decât leul sau tigrul.
Puii masculi rezultați astfel sunt sterili, deci incapabili să se reproducă. Femelele pot, uneori, să se reproducă atât cu leul, cât și cu tigrul. Singurele exemplare existente trăiesc în captivitate și sunt rezultatul acțiunii omului. Este foarte improbabilă apariția în natură a unui astfel hibrid, deoarece arealele de răspândire ale celor două specii nu se suprapun.
Denumirea sa științifică este Panthera tigris × Panthera leo.
Un hibrid născut dintr-un leu mascul și o femelă de tigru se numește ligru.